# Johannes Wilhelm Tscherning
Johannes Wilhelm Tscherning (Gistrup, 1856 - 1890) fue un botánico danés, que realizó investigaciones en Poaceae. Desarrolló actividades académicas en la Universidad de Copenhague.
- La abreviatura «Tscherning» se emplea para indicar a Johannes Wilhelm Tscherning como autoridad en la descripción y clasificación científica de los vegetales.[4]